# Neomitranthes obscura
Neomitranthes obscura ist eine Pflanzenart in der Familie der Myrtengewächse aus dem zentralen bis südöstlichen Brasilien.

## Beschreibung
Neomitranthes obscura wächst als kleiner Strauch oder Baum bis etwa 5–6 Meter hoch. Der Stammdurchmesser erreicht bis 25 Zentimeter. Die gräuliche bis bräunliche Borke ist rau bis schuppig oder abblätternd.
Die einfachen, kurz gestielten und ledrigen Laubblätter sind gegenständig. Der kurze Blattstiel ist bis 5 Millimeter lang. Die eiförmigen bis verkehrt-eiförmigen oder elliptischen bis lanzettlichen, ganzrandigen Blätter sind bis 6–7 Zentimeter lang und bis 3 Zentimeter breit und rundspitzig bis zugespitzt oder bespitzt. Der Blattrand ist etwas verdickt und teils umgebogen. Die Nervatur ist gefiedert mit feinen, undeutlichen Seitenadern.
Die Blüten erscheinen achselständig, büschelig in kleinen Gruppen bis etwa zu sechst. Bei den fast sitzenden, sehr kleinen, grünen, gelblich-weißlichen Blüten mit doppelter Blütenhülle sind jeweils minimale Trag- und Deckblätter vorhanden. Die sehr kleinen, undeutlich verwachsenen Kelchlappen öffnen sich unregelmäßig kalyptrat. Die sehr kleinen, spatelförmigen und bewimperten, etwa 4 Petalen sind abfallend. Es sind viele, lange und vorstehende Staubblätter vorhanden. Der zweikammerige Fruchtknoten mit schlankem Griffel ist unterständig unter dem becherförmigen Blütenbecher verwachsen (Epiperigyn).
Es werden kleine, bis 1,5–2,5 Zentimeter große, rundliche und glatte, glänzende, ein- bis zweisamige, erst orange, dann dunkelrote und zur Reife schwärzliche Früchte, Beeren (Scheinfrucht) mit kleinen, runden etwas vertieften Kalyptra- und Blütenbecherresten an der Spitze und dünner, fester Schale gebildet. Die rundlichen Samen sind 6–10 Millimeter groß.

## Verwendung
Die süßlichen Früchte sind essbar.